# Roberto Cereceda
Roberto Andrés Cereceda Guajardo, noto solo come Roberto Cereceda (Santiago del Cile, 10 ottobre 1984), è un calciatore cileno, centrocampista dell'Audax Italiano e della Nazionale cilena.
Il 9 ottobre 2010 è stata resa nota la sua positività alla cocaina riscontrata ad un controllo antidoping effettuato il 17 agosto dopo una partita della Copa sudamericana, risultato confermato anche dalle controanalisi.